# SCUM Manifesto
Lo SCUM Manifesto è un trattato politico femminista scritto e inizialmente autoprodotto e distribuito da Valerie Solanas nel 1967. Venne pubblicato per la prima volta nel 1968.

## Contenuto e stile narrativo dell'opera
(Valerie Solanas,"Manifesto SCUM", trad. S. Arcara e D. Ardilli, 2018)
Nello SCUM Manifesto vengono esposte dure critiche intorno ad argomenti sociali e politici. L'analisi dell'autrice si concentra attraverso una lettura di genere, su aspetti caratteristici della società statunitense contemporanea, quali il sistema economico, il potere, i meccanismi della produzione artistica per arrivare poi a proporre in modo fortemente provocatorio "l'automazione globale" e "l'eliminazione del maschio" ad opera delle «SCUM».
Nel testo il termine SCUM-feccia è usato esclusivamente in riferimento ad una tipologia di donne, non agli uomini. Scum letteralmente significa "feccia", impurità e nonostante il titolo sia stato tradotto come acronimo di "Society for Cutting Up Men", Valerie Solanas rifiutò questa attribuzione difendendo tardivamente il titolo originale "SCUM manifesto".
Nel testo Solanas avverte:
affrontare la tremenda realtà di ciò che un uomo è, di ciò che Papà è, che hanno fatto causa comune coi porci, che si sono adattate alla bestialità, che nella loro superficialità si sentono a proprio agio e non conoscono altro tipo di “vita”.»
(Valerie Solanas, "Manifesto SCUM", trad. S. Arcara e D. Ardilli, 2018)
Il testo è scritto con un linguaggio diretto, crudo, sessualmente esplicito ed ironico. È considerato una parodia del patriarcato e della teoria psicoanalitica freudiana di cui inverte i cliché e i termini: dall'"incidente biologico" al "sesso incompleto" passando per l'"invidia del pene", che qui diventa "invidia della vagina", la parola "donna" è sostituita con "uomo" , "femminilità" con "mascolinità" e viceversa. Il testo quindi si confronta frontalmente, criticandolo, con il binarismo sessuale su cui si fondano gli Stati moderni.
L'opera di Valerie Solanas, all'epoca della pubblicazione, rappresentò un netto tentativo di opposizione al mainstream culturale. L'opinione pubblica considerò le tesi espresse nel libro come attacchi diretti ai valori tradizionali della famiglia e alle basi della società occidentale. In seguito Valerie Solanas descrisse lo SCUM come un modello di "tecnica letteraria" satirica utilizzato al fine di ottenere un dibattito sugli argomenti proposti.

## Il tentato assassinio di Andy Warhol
Il 3 giugno 1968  Solanas, che all'epoca frequentava la Factory, sparò ad Andy Warhol e al suo compagno di allora Mario Amaya. Entrambi sopravvissero all'accaduto, anche se Andy Warhol in particolare riportò gravi ferite e si salvò in extremis. Valerie Solanas dichiarò di aver sparato perché Warhol "aveva troppo controllo sulla sua vita".

## SCUM in musica, teatro, cinema e televisione
- Nel 1976 il gruppo di prog italiano fra i più attenti alle tematiche sociali e di alternativa degli anni settanta, gli Area, pubblica l'album Maledetti. Uno dei brani ha come titolo "SCUM" e il testo, recitato da Demetrio Stratos, è proprio il manifesto della Solanas: "In questa società, per bene che vi vada, la vita è una noia sconfinata..."
- Nell'album dei Matmos del 2006 The Rose Has Teeth in the Mouth of a Beast, una canzone si intitola "Tract for Valerie Solanas" ed estrae frammenti dello S.C.U.M. Manifesto[14].
- La band new wave di Liverpool Big in Japan pubblicò una canzone intitolata S.C.U.M, la quale racconta di Andy Warhol che spara su di loro: "da X a Y e mai più" ("From X to Y and never again").
- Nell'episodio Viva Los Muertos! dei Venture Brothers (un cartone americano per adulti) appare un personaggio di nome Val che cita direttamente il Manifesto SCUM durante tutto l'episodio.
- La regista Carole Roussopoulos e l'attrice Delphine Seyrig filmarono una  lettura scenica, accompagnata da scampoli di notizie del telegionale: Scum Manifesto (F 1976, 28')[15].
- Warhol produsse un film, Women in Revolt del 1971, in cui inserì richiami satirici allo SCUM Manifesto: le vicende narrate ruotano attorno agli appartenenti ad un gruppo femminista chiamato provocatoriamente P.I.G. (acronimo di Politically Involved Girlies).
- Ho sparato a Andy Warhol (I Shot Andy Warhol) è un film del 1996 diretto da Mary Harron, biografa di Valerie Solanas. Nel film la Solanas, appena arrestata e durante l'interrogatorio, motiva l'attentato a Warhol ai giornalisti e alla polizia, con il voler far conoscere al grande pubblico proprio lo SCUM Manifesto.
- Lou Reed compose un brano su Valerie Solanas, I Believe, con John Cale per l'album commemorativo a Andy Warhol Songs for Drella[16].
- La band londinese post-punk/shoegaze S.C.U.M, attiva tra il 2008 ed il 2012, prese il proprio nome dal manifesto di Valerie Solanas.
- Sara Stridsberg ricevette il Nordic Council's Literature Prize del 2007 per la sua biografia semi-romanzesca della vita di Valerie Solanas chiamata The Dream Faculty.
- Il collettivo femminista italo-spagnolo Ideadestroyingmuros ha prodotto uno spettacolo teatrale, intitolato Borrador Battonz Kabaret, ispirato al Manifesto S.C.U.M.[17]
- Chiara Fumai vince la nona edizione del premio Furla nel 2013 con un video in cui, seduta al tavolo e con un coltello fra le mani, rileggeva SCUM - Manifesto per l'eliminazione del maschio - scritto da Valerie Solanas.
- La nota serie televisiva American Horror Story dedica l'intera puntata 7 della settima stagione a Valerie Solanas ed al suo SCUM Manifesto, tuttavia mescolando la reale biografia dell'attivista con elementi di fantasia e legandola alla storia del Killer dello Zodiaco, nonostante non ci sia nessun alcun elemento che possa collegare i due personaggi nella realtà.